# Kriegerdenkmal Möritzsch
Das Kriegerdenkmal Möritzsch ist ein denkmalgeschütztes Kriegerdenkmal in der Ortschaft Möritzsch des Ortsteils Kötschlitz der Stadt Leuna in Sachsen-Anhalt. Im örtlichen Denkmalverzeichnis ist das Kriegerdenkmal als Baudenkmal verzeichnet.

## Beschreibung
Bei diesem Kriegerdenkmal handelt es sich um einen Gedenkstein für die acht gefallenen Soldaten des Ersten Weltkriegs aus Möritzsch mit einer Gedenktafel an der Vorderseite. Es wurde am 28. Mai 1922 eingeweiht, besteht aus Muschelkalk und steht neben der Friedenseiche für die Gefallenen des Deutsch-Französischen Kriegs von 1870 bis 1871. Das Kriegerdenkmal steht seit 10. Juni 2016 unter Denkmalschutz.